# Терские казаки

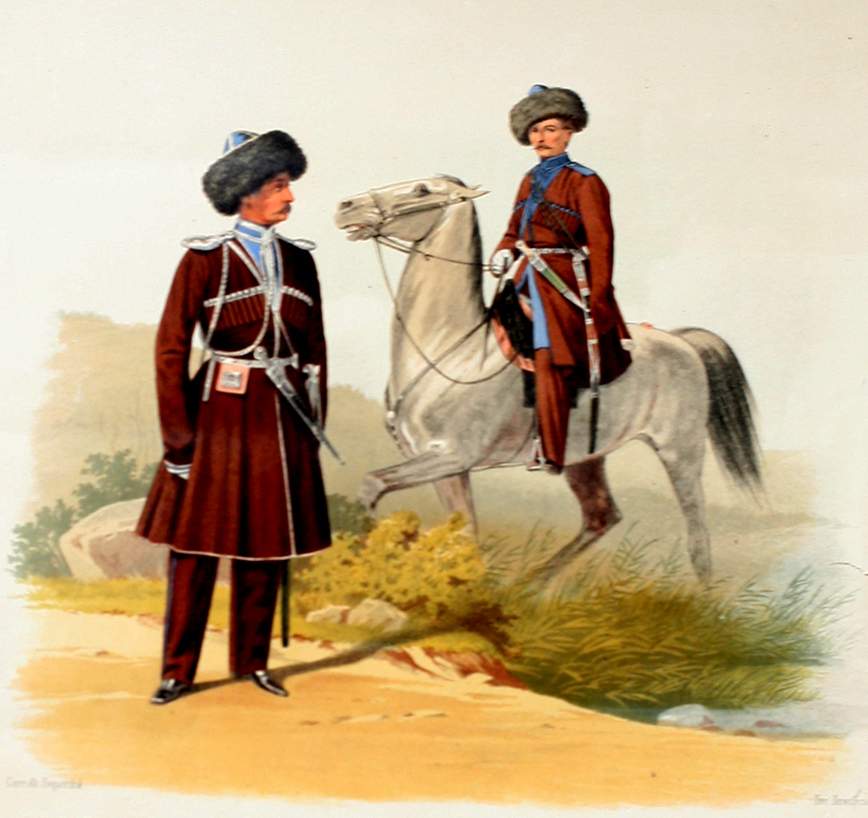
Пиратский К. К. Обер-офицер и всадник Терского Конно-иррегулярного полка (в парадной форме). 1860 г.

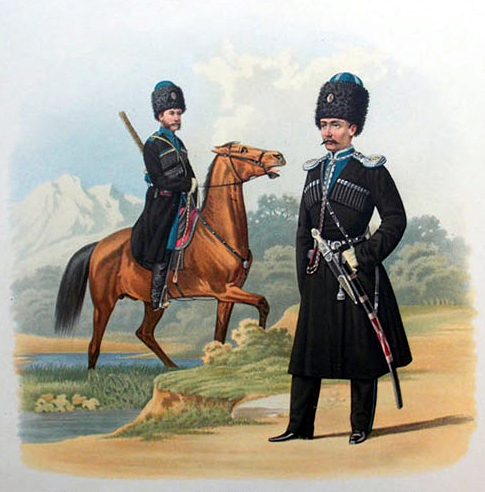
Губарев П. К. Казак и обер-офицер конного полка Терского войска. 1871 г.

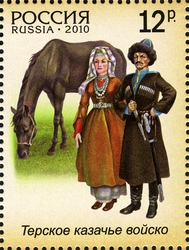
Почтовая марка России, 2010 год: Терское казачье войско.

Те́рские казаки, те́рцы, гребенские казаки, гребенцы — локальная историческая общность казаков, проживавших на территории Северного Кавказа (вдоль рек Терек, Сунжа, Аргун, Асса, Кура, Малка, Кума, Подкумок), входившей в состав Терской области Российской империи. В современной России терцы сохранились как потомки казацкого сословия, нёсшего пограничную службу на Кавказе.

Терское казачье войско — второе по старшинству в казачьих войсках с 1577 года, когда Терские казаки впервые действовали под царскими знамёнами.
... нашего великого государя, против его государских недругов, рать собирается многая и несчётная, а строения бывает разного: ...

Казаки донские, терские, яицкие бьются огненным боем; а запорожские черкасы — и огненным, и лучным. ...— Описание Русского войска, данное Козимо Медичи, во Флоренции,
стольником И. И. Чемодановым (посол в Венеции), в 1656 году.
Штаб объединённого терского казачьего войска первоначально располагался в городе Владикавказ, а затем в Ставрополе.
Войсковой праздник, войсковой круг 7 сентября (25 августа), день Святого Варфоломея, в память разгрома и пленения мюридов, которыми руководил Шамиль в ауле Гуниб в 1859 году.
Терские казаки едины в своей множественности: гребенцы, низовые терцы, аграханцы, терцы-семейцы, кизлярцы, волгцы, моздокцы, горцы, владикавказцы, сунженцы.

## Старшинство войска
28 марта (9 апреля) 1874 года именным указом российского императора № 53325, объявленным по военному ведомству в приказе № 106 (рус. дореф. «Именной, объявленный въ приказѣ по военному вѣдомству»), было установлено старшинство полков Кубанского и Терского казачьих войск, а также старшинство самих этих войск. Самое старое старшинство получил Кизляро-Гребенской казачий полк — с 1577 года. По его старшинству, с этого же года, стало считаться и старшинство всего Терского казачьего войска, в составе которого полк находился. Дата эта приурочена к основанию терским воеводой Л. З. Новосильцевым острога Терка/Терки (Сунженский острог) на реке Терек напротив впадения в него Сунжи. Однако, современные исследователи (например, видный кавказовед Е. Н. Кушева) утверждают, что основание данного острога произошло не в 1577, а в 1578 году; также сегодняшней науке известно, что это было уже второе строительство острога Русским государством на этом месте.

## История

### Ранняя история
Путь русских на Кавказ открылся при Иване Грозном после присоединения Астраханского ханства (1556) и женитьбы царя на кабардинской княжне Марии Темрюковне (1561). К этому времени казаки на Тереке, Сунже и Аграхани уже жили не менее столетия. Некоторые исследователи связывают появление сунженских (гребенских) и аграханских (каспийских) казаков с поморами-ушкуйниками, мигрировавшими по Волге и Каспию в XIII—XIV веках. В 1563 году воевода Плещеев во главе 500 стрельцов впервые оказывается на реке Терек. Вслед за стрельцами на Тереке оказываются и волжские казаки (потомки донских казаков), которые тревожат ногайского мурзу Тинехмата (территория западного Прикаспия к северу от Терека называлась Ногайской степью). В 1567 году в районе современного Кизляра русские воеводы строят Терский город, который под давлением Турции им приходится оставить. В 1577 году русские из Астрахани вновь возрождают Терский город, приток людей на Терек связан с репрессиями против волжских казаков стольника Ивана Мурашкина, вольные казаки промышляли «воровствами», и им не было удобно жить в учреждаемых государем острогах, городках и крепостицах и они устремлялись на Терек, Яик и Дон. От этого времени терские казаки ведут своё старшинство. Однако граница между Русским государством и кумыкским Шамхальством была нечёткой. Во время неудачного похода князя Хворостина в Дагестан (1594) около 1000 терских казаков присоединились к русской армии. Не менее неудачным был поход воеводы Бутурлина (1604), к которому также присоединились терские казаки. Впрочем, неудачи воевод превратили Терек в относительно вольное место для казаков. В 1606 году именно на Тереке собирал свои силы бунтовщик Илья (Илейка) Муромец. Тем временем Турция теряет своё влияние на берегах Терека, а мусульман-ногайцев из степей Северного Кавказа вытесняют буддисты-калмыки. К рубежу XVI—XVII веков известны четыре казачьих города на Тереке и Сунже — Терки, Тюмень, Сунжа (на месте нынешнего Грозного) и Андрей (ныне — аул Эндерей в Дагестане). В результате походов иранской армии Хосров-хана (1651—1653) многие казачьи поселения на Тереке прекращают своё существование, а сами казаки уходят в тень пророссийской Кабарды, которая ведёт борьбу как против дагестанских кумыков, так и кубанских ногайцев. Вероятно, именно тогда терских казаков начинают называть гребенскими, то есть горными, живущими на «гребне» (Терском хребте):, в междуречье Терека и Сунжи. Терские казаки приобрели своё своеобразие, восприняв элементы культуры, генотипа и антропотипа местных кавказских племён (осетин, черкесов, грузин, армян, кабардинцев, чеченцев и кумыков).

### Гребенское казачье войско

Северный Кавказ в XVIII веке

В 1711 году начинается некоторое оживление в среде гребенских казаков. Они начинают расселяться вниз по берегам Терека. Строятся новые казачьи городки, ныне известные как станицы: Червлённая, Щедринская, Новогладовская, Старогладовская и Курдюковская. Эти городки, названные по фамилиям или прозвищам атаманов, протянулись по левому берегу Терека. В 1717 году упоминается атаман Басманов, который во главе 500 гребенских казаков принимает участие в Хивинском походе князя Бековича-Черкасского.
В это же время казаки теряют свою вольность, превращаясь в упорядоченное войско, которое вначале подчинялось Астраханскому губернатору, а затем (с 1721 года) Военной коллегии в Петербурге.
В 1723 году взамен упразднённых старых русских крепостей на Северном Кавказе закладывается крепость Святого Креста, после срытия которой в 1735 году строится Кизляр. Близ него расселяются донские казаки, которые позже образуют «Терско-Семейное войско» (отличное от гребенских казаков, но тоже терское войско). Известны следующие их городки-станицы: Александровская, Бороздинская, Каргалинская, Дубовская.
В 1745 году Елизавета Петровна издаёт указ об объединении гребенских и терско-семейных казаков в одно войско с штабом в Кизляре, однако в 1754 году правительство приняло решение вновь разделить войско.
В 1762 году кабардинскому князю Андрею Кончокину было разрешено переселиться в урочище Мездогу на левом берегу Терека с крещёными подданными. В 1763 году здесь было заложено укрепление, преобразованное в 1765 году в город Моздок. Его основное население составили казаки, грузины, армяне, кабардинцы, осетины, греки. Из числа переселенцев, главным образом крещёных осетин и кабардинцев, была создана горская Моздокская казачья команда, насчитывавшая чуть больше 100 человек, под командованием князя Андрея Кончокина. Эти казаки большей частью выполняли функции переводчиков, посылались с почтой.
Для усиления терской укреплённой линии на левобережье от Моздока до Червлённой были поселены 517 семей волжских казаков (донцов, которые несколько десятилетий прожили на Волжской пограничной линии между Камышиным и Царицыным, а с её ликвидацией не были возвращены в родные места). Решение о переселении волжцев было принято в 1765 году, однако реальное основание их станиц на Кавказе (Галюгаевской, Ищерской, Наурской, Мекенской, Калиновской) произошло только в 1771 году. Казаки этих станиц составили Моздокский казачий полк. В дальнейшем в каждую станицу было дополнительно направлено по 50 семей донских казаков. В 1770 году сто семей донцов на окраине Моздока основали станицу Луковскую.

### Русско-турецкая война
В 1768 году разразилась Русско-турецкая война, в результате которой Турция утратила контроль над Крымом, северным Причерноморьем, Кубанью, Грузией и Кабардой. Терские казаки были включены в оборону Моздокской линии, которой командовал генерал Медем. На Терек переселяется очередная партия волжских казаков из которых учреждаются 5 станиц — Галюгаевская, Ищерская, Наурская, Мекенская и Калиновская. Из крещёных калмыков создаётся станица Стодеревская. По требованию генерала Медема «подчинившиеся» России «мирные» чеченцы выселяются из гор и начинают занимать земли по Сунже и правому берегу Терека на бывших казачьих землях (современный Надтеречный район).
В 1771 году, в разгар войны, на Тереке (станица Каргалинская) появляется Емельян Пугачёв, однако терский атаман Павел Татаринцев заключает смутьяна под арест в Моздокскую тюрьму, из которой Пугачёв бежит к яицким казакам.
23 (10) июня 1774 года терские казаки под командованием полковника Ивана Савельева в течение около суток героически отражают штурм станицы Наурской силами 8 тыс. крымских татар, турок, горцев и казаков-некрасовцев, которыми руководил калга из рода крымских ханов Шабаз-Гирей. Это поистине была героическая оборона, поскольку основная сила станицы — строевые казаки — в это время как раз были в военном походе, а дома оставались лишь старики, женщины, дети и небольшая легионная команда. На защиту родного городка вышли наурские казачки, одетые в красные сарафаны, которые отражали неприятельские приступы наряду с мужьями и братьями. При этом на женщин, в том числе, была возложена обязанность поддерживать костры, разогревать смолу и кипяток и лить их со стен на штурмующих. Говорят, что даже щи, варившиеся к обеду, у казаков «пошли в дело» на защиту укрепления. При этом женщины плечом к плечу со старыми волжскими казаками встречали яростные атаки, косили косами появлявшихся на земляном валу врагов, защищались серпами. В укреплении были чугунные пушки, которые, в зависимости от того, откуда усиливался приступ, перевозились на людях с места на место. Штурмующие понесли большие потери (до 800 человек). В числе убитых был один известный горский владетель, князь Кагока Татарханов, при этом его тело осталось лежать на поле сражения не убранным отступившими нападавшими. Этот факт свидетельствует о значительной потере духа осаждавших, поскольку ими считалось священным долгом выносить с поля боя тела убитых, а, тем более, предводителей. Бой за Наур шёл целый день, на протяжении которого наурцы ждали помощи, но помощи не было. Всего в сорока верстах находилась станица Червлённая, но сообщения с ней не было. Также передают, что в Червлённой был слышен гул пушечной канонады, но командир стоявшего в станице пехотного полка почему-то подумал, что у наурцев идёт какой-то праздник с фейерверком и пальбой, которые очень любил старый полковник Савельев, командир моздокских казаков. Так прошёл весь день. С рассветом следующего дня вновь стали стрелять пушки казаков, но неожиданно враг стал быстро отходить от станицы. Говорят, что снятием осады станичники были обязаны казаку Перепорху, который навёл своё орудие на курган, где была ставка Шабаз-Гирея, и удачным выстрелом убил племянника самого калги. В этом калга увидел дурное предзнаменование и не захотел больше тут оставаться. Многие женщины за оборону Наура были награждены медалями. Впоследствии, вспоминая это событие, казаки уважительно называли его «это бабий праздник».

### Астраханское казачье войско
В 1776 году Гребенское, Волгское, Терско-Кизлярское и Терско-Семейное казачье войско вошло в состав Астраханского казачьего войска. Послевоенное время используется для строительства новых станиц: Екатеринградская, Павловская, Марьинская и казачьих поселений при крепостях Георгиевской и Александровской за счёт второй половины Волгского полка. В 1784 году, после принятия Грузии под протекторат России, закладывается Владикавказ в преддверии Дарьяльского ущелья — ключевом месте дороги, ведшей в Закавказье.
В 1785 году жизнь терских казаков осложнилась исламским восстанием шейха Мансура, который смог объединить чеченцев, кумыков и кабардинцев (его отряд насчитывал около 10 тыс. человек) и организовать нападение на Кизляр. Повстанцы-мюриды форсировали Терек в 15 километрах ниже по течению и атаковали русскую крепость, однако были отражены казаками атамана Сехина и солдатами кизлярского гарнизона. Атакам также подверглись Моздок и Наурская

### Кавказское линейное казачье войско
В 1786 году Гребенское, Терское-Семейное, Волгское и Терское казачьи войска и Моздокский казачий полк были отделены от Астраханского войска и вместе с Хопёрским казачьим полком получили название поселённых Кавказской линии казаков.
Во время русско-турецкой войны 1787—1791 терские казаки под началом русских офицеров принимали участие в трёх походах против турецкой крепости Анапа. После войны на Кубани на месте бывших ногайских кочевий поселяются малороссийские казаки, кладя начало кубанским казакам. В 1796 терские казаки принимают участие в Персидском походе графа Зубова.
В 1817 году начинается Кавказская война с горцами, в которой казаки-линейцы играли вспомогательную роль. В качестве форпостов на территории нынешней Чеченской республики строятся укрепления Преградный Стан и крепость Грозная на месте старинного казачьего города Сунжа. В условиях военного времени терские казаки теряют остатки своего самоуправления. Командиром войска, которое получило устройство полка, был назначен ротмистр Е. П. Ефимович. В 1824 году формируется ещё один «Горский» терский полк из новых станиц: Луковской, Екатериноградской, Черноярской, Новоосетинской, Павлодольской, Приближной, Прохладной, Солдатской
В 1832 году Кавказская линия казаков реорганизуется в Кавказское линейное казачье войско. К собственно терским полкам (Кизлярский, Терско-семейный, Гребенский, Моздокский и Горский) присоединяются 5 казачьих полков Азовско-Моздокской линии (Волжского, Кавказского, Ставропольского, Хопёрского и Кубанского). Наказным атаманом нового войска становится Петр Верзилин. Строятся станицы на территории Осетии для охраны грузинской дороги: Пришибская, Котляревская, Александровская, Урухская, Змейская, Николаевская, Ардонская и Архонская. На берегу Каспийского моря строится укрепления Петровское (Махачкала).
В 1845 началось строительство новой кордонной линии по реке Сунжа. Появлялось большое количество новых станиц — Владикавказская, Ново-Сунженская, Аки-Юртовская, Фельдмаршальская, Терская, Карабулакская, Троицкая, Михайловская и другие. Из казаков этих станиц были сформированы 1-й Сунженский и 2-й Владикавказский казачьи полки. А из казачьих станиц Самашки, Закан-Юрт, Алхан-Юрт, Грозненской, Петропавловской, Джалкинской, Умахан-Юрт и Горячеводской сформировался 2-й Сунженский полк.
C падением Гуниба и пленением имама Шамиля (1859) в Кавказской войне произошёл перелом, и сопротивление горцев было, в основном, подавлено. Год спустя Владикавказскому, Моздокскому, Кизлярскому, Гребенскому и двум Сунженским полкам были пожалованы Георгиевские знамёна «За военные подвиги против непокорных горцев».

### Терское казачье войско

#### История

Терская область в 1900 году

В 1860 г. инициативе генерал-адъютанта князя А. Н. Барятинского произошло разделение Линейного казачьего войска на Терское казачье войско и Кубанское казачье войско, куда также вошло прежнее Черноморское казачье войско. На землях терского казачества была образована Терская область. Терское войско состояло из 4-х 6-ти сотенных полков, 2-х конных батарей и 4-х команд. Главными городами, где располагались штабы, были Владикавказ, Грозный и Моздок. Первым наказным атаманом Терского войска стал генерал-майор Х. Е. Попандопуло. В 1890 году учреждён войсковой праздник 25 августа (7 сентября)
Полки терских казаков участвовали в русско-турецкой войне 1877—1878 годов в составе Кавказской армии. 2-й Владикавказский казачий полк с честью выдержал кавалерийское сражение с превосходящими силами турецкой и черкесской кавалерии у селения Субатан 6 июля 1877 года.
23.04/06.05 1906 года Терское казачье войско было отмечено благодарственной грамотой императора Николая II за «самоотверженную, неутомимую и верную службу».
В начале Первой мировой войны Терское казачье войско в полном составе выступило на фронт. Дополнительно сформированы: 2-й и 3-й Кизляро-Гребенские, 2-й и 3-й Горско-Моздокские, 2-й и 3-й Волжские, 2-й и 3-й Сунженско-Владикавказские полки, 3-я Терская казачья конно-горная и 4-я Терская казачья пластунская батареи, 1-й и 2-й Терские пластунские батальоны и управление 1-й Терской льготной казачьей дивизии.

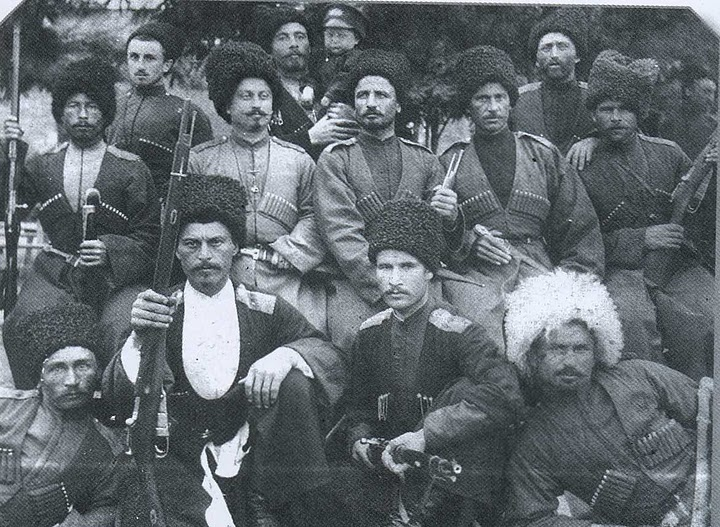
Казаки 2-го Горско-Моздокского полка Терского Казачьего Войска

Памятные доски с именами казаков-героев в Пятигорском краеведческом музее
После Февральской революции 1917 года 27 марта (9 апреля) 1917 депутат IV Думы член Временного комитета Государственной думы М. А. Караулов был избран Войсковым Кругом атаманом Терского казачьего войска.

#### Список атаманов
1. Папандопуло (Попандопуло) Христофор Егорович, 1861—1865
2. Лорис-Меликов Михаил Тариелович, 1865—1875
3. Свистунов Александр Павлович, 1875—1883
4. Юрковский Евгений Корнильевич, 1883—1887
5. Смекалов Алексей Михайлович, 1887—1890
6. Каханов Семен Васильевич, 1890—1899
7. Толстов Сергей Евлампиевич, 1899—1905
8. Колюбакин Алексей Михайлович, 1905—1908
9. Михеев Александр Степанович, 1908—1912
10. Флейшер, Сергей Николаевич, 1912—1917
11. Караулов Михаил Александрович, март-декабрь 1917
12. Медяник Лев Ефимович, 1917—1918

#### Войсковые части
- 1-й Кизляро-Гребенской Генерала Ермолова полк. Дислокация — Грозный Терской области. Возглавлялся полковником.
- 2-й Кизляро-Гребенской полк.
- 3-й Кизляро-Гребенской полк.
- 1-й Волгский Его Императорского высочества наследника Цесаревича полк. Дислокация — Хотин Бессарабской губ. (1.07.1903 г.), Каменец-Подольск (1.02.1913 г., 1.04.1914 г.).
- 2-й Волгский полк.
- 3-й Волгский полк.
- 1-й Горско-Моздокский Генерала Круковского полк. Дислокация — м. Ольты Карской обл.
- 2-й Горско-Моздокский полк.
- 3-й Горско-Моздокский полк.
- 1-й Сунженско-Владикавказский полк генерала Слепцова. Дислокация — ур. Хан-Кенды Елисаветградской губ.
- 2-й Сунженско-Владикавказский полк.
- 3-й Сунженско-Владикавказский полк.
- Терские местные команды
- Терская Казачья Артиллерия:
  - 1-я Терская казачья батарея
  - 2-я Терская казачья батарея
- Собственный Его Императорского Величества Конвой 3 и 4 сотни. Дислокация — Царское Село (1.02.1913). Штандарт был вывезен в годы Гражданской войны за рубеж, ныне находится в Лейб-Казачьем музее под Парижем.

Флаги Терских казачьих полков представлял собой синее полотнище с серебряным шитьём. Из надписей использовался лозунг: С нами Бог, из изображений икона Спаса Нерукотворного или чёрный двуглавый орёл на фоне оранжевого медальона

#### Исторические отделы
Кизлярский отдел располагался на современных территориях северной части Дагестана (Кизлярский и Тарумовские районы) и Чечни (Грозненский, Гудермесский, Наурский и Шелковской район) и включал в себя следующие станицы : Александрийская, Александро-Невская, Бороздиновская, Барятинская, Гребенская, Грозненская, Джалкинская, Дубовская, Заканюртовская, Ермоловская, Ильинская, Калиновская, Каргалинская, Кахановская, Курдюковская, Николаевская, Новощедринская, Первомайская, Петропавловская, Савельевская, Старогладовская, Червлённая, Шелковская, Шелкозаводская, Щедринская.
Моздокский отдел располагался на территории Северной Осетии Моздокский район), Кабардино-Балкарии (Прохладненский район), Ставропольского края (Курский район), Чечни (Наурский район) и включал в себя следующие станицы: Галюгаевская, Государственная, Екатериноградская, Ищерская, Курская, Луковская, Мекенская, Наурская, Новоосетинская, Павлодольская, Приближная, Прохладная , Солдатская, Стодеревская, Черноярская.
Сунженский отдел располагался на территории Ингушетии (Малгобекский, Сунженский район), Чечни (Ачхой-Мартановский, Грозненский и Сунженский район), Северной Осетии (Ардонский, Дигорский, Кировский, Моздокский, Пригородный район), Кабардино-Балкарии Майский район и включал в себя следующие станицы : Александровская, Алкунская, Ардонская (совр. Ардон), Архонская, Ассиновская, Вознесенская, Воронцово-Дашковская (Комгарон), Галашкинская, Горная (Алагир), Даттыхская, Змейская, Камбилеевская (Октябрьское), Карабулакская (совр. город Карабулак), Котляревская, Михайловская, Нестеровская, Николаевская, Приречное (Дачное), Пришибская, Промежуточная (Куртат), Самашкинская совр. Самашки, Слепцовская, Сунженская (Сунжа), Тарская (Тарское), Терская, Троицкая, Фельдмаршальская (совр. Алхасты).
Пятигорский отдел располагался на территории Ставропольского края (Предгорного и Кировского района) и включал в себя следующие станицы: Александрийская, Боргустанская, Георгиевская, Горячеводская, Ессентукская, Зольская, Кисловодская, Лысогорская, Марьинская, Незлобная, Новопавловская, Подгорная, Старопавловская, Урухская

## Расселение, культура и быт
К началу Первой мировой войны терское казачество насчитывало около 260 тыс. человек. В конце XX века численность терских казаков оценивалась в 500 тыс. человек

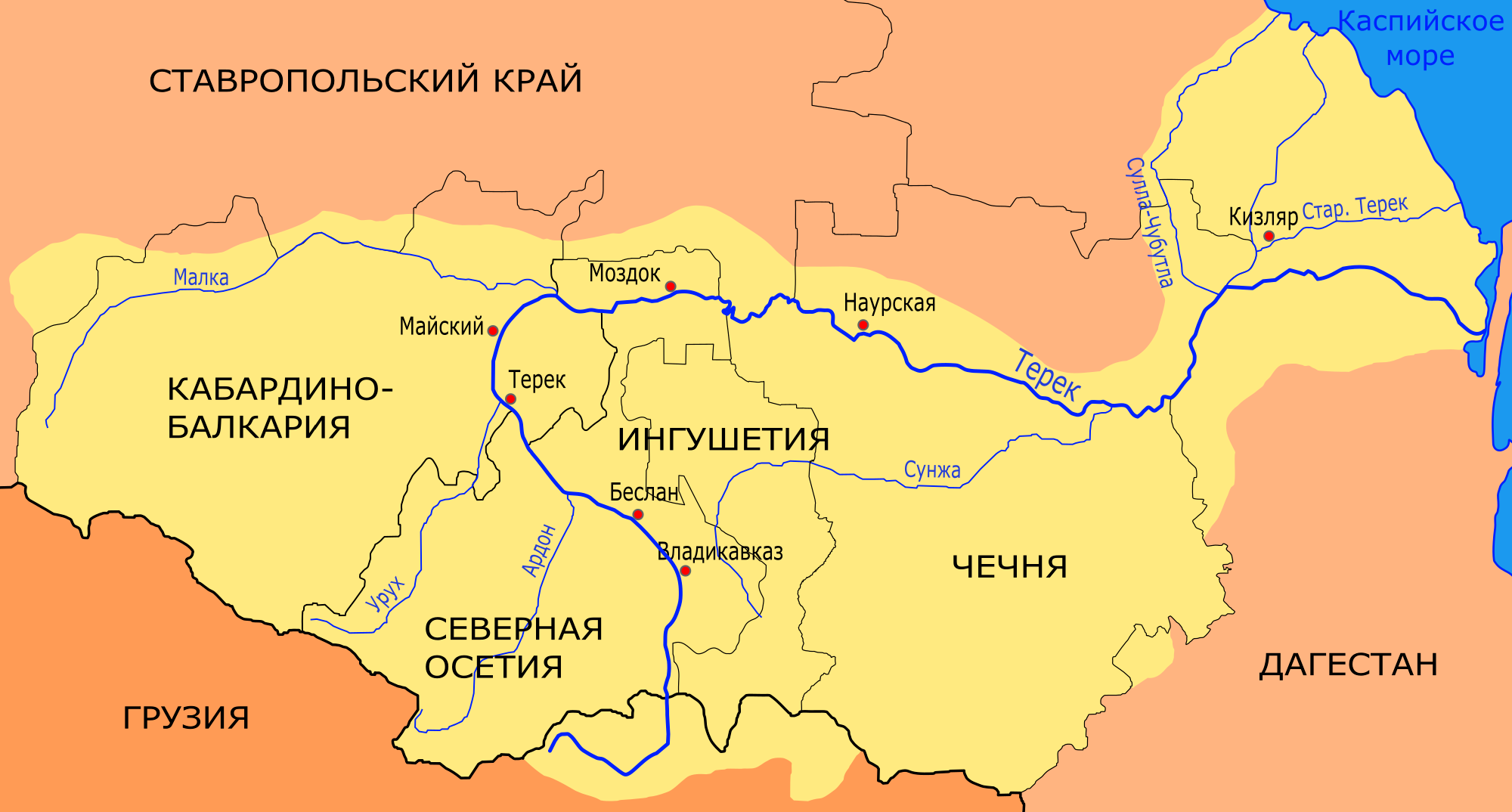
Бассейн реки Терек

Терские казаки исторически проживали в станицах на Северном Кавказе (бассейн реки Терек), которые были территориально объединены в отдела. Помимо станиц малым поселением считался хутор. К 1917 году территория Терских казаков состояла из полковых отделов: Пятигорского, Кизлярского, Сунженского, Моздокского, а горная часть делилась на округа: Нальчикский, Владикавказский, Веденский, Грозненский, Назрановский и Хасав-Юртовский. Областной центр во Владикавказе, центры отделов в Пятигорске, Моздоке, Кизляре и станице Старосунженской.

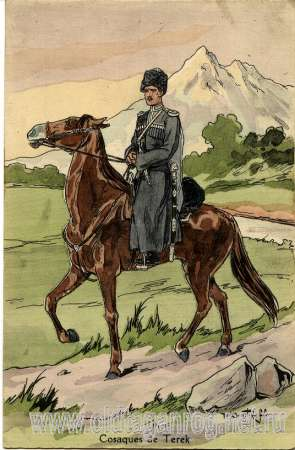
Терской казак. Открытка французского эмигрантского издания из серии Армия России (Терское казачье войско. 1-й Волгский полк)

Среди терских казаков был распространён русский былинный эпос («старинные песни»), в котором упоминаются Илья Муромец, Алёша Попович, Добрыня Никитич, Дюк Степанович, князь Владимир, Киев, «каминая Масква», Хвалынское море. Также хорошо представлена песенная культура с Терским регионом связана знаменитая казачья песня Любо, братцы, любо и казачья лезгинка «Ойся ты ойся»
Мужчины носили кавказскую бурку, бешмет, папаху, башлык, черкеску. Украшали себя кавказским поясом, кинжалом и газырями с металлическими или серебряными наконечниками.
Из вооружения казаки пользовались шашкой. Свою собственную шашку казак получал в 17 лет, вместе с ней ему вручали нагайку, кокарду для папахи и темляк, в дальнейшем папаха и шашка могли передаваться по наследству от внука к деду. В форменной одежде терские казаки использовали чёрный и светло-синие цвета:
- Черные: черкеска, брюки, сапоги, мех папахи-кубанки, тулья фуражки
- Светло-синие: лампасы, околыш фуражки, отвороты на рукавах, погоны, рубаха-бешметы, матерчатый верх папахи[30]

Наряду с охотой и рыболовством казаки занимались скотоводством, хлебопашеством, шелководством, пчеловодством, садоводством, бахчеводством (дыни, арбузы и баклажаны), виноградарством и виноделием.

## Терское казачество после 1917 года

### Гражданская война
Распад Российской империи привёл к активизации межэтнических конфликтов. В ноябре 1917 года была образована Горская республика. Тогда же вооружённый отряд ингушей разорил станицу Фельдмаршальскую. В марте 1918 года большевики сформировали Терскую Советскую Республику с центром в Пятигорске, а затем и Владикавказе. Летом 1918 года она была реорганизована в Северо-Кавказскую Советскую Республику, конец которой положил Второй Кубанский поход (белой) Добровольческой армии. Казаки подняли Терское восстание и поддержали Деникина. Однако Красная Армия, опираясь на силу горцев (Шариатская колонна), оказывала казакам ожесточённое сопротивление (Стодневные бои). В начале 1919 года весь бассейн реки Терека оказался под властью Деникина. В составе Белой Армии действовали и подразделения терских казаков (Терская казачья дивизия). В начале 1920 года, в результате контрнаступления Красной Армии, Терская область стала советской.

### Советский период
В 1920 началась депортация казаков с отъёмом имущества в пользу горцев из Чечни и Ингушетии с переименованием ряда станиц. В 1921 году в результате перераспределения власти была образована Горская АССР со столицей во Владикавказе. Русские земли Терской области были превращены в Терскую губернию со столицей в Георгиевске. Казачьему населению Горской АССР была выделена ограниченная автономия — Сунженский казачий округ c центром в станице Слепцовская. После упразднения Горской АССР в 1924 году казачий округ вошёл в Северо-Кавказский край, однако в 1929 году округ перестал существовать и вошёл в состав Чечни, реорганизованной в 1934 году в Чечено-Ингушетию сначала на правах автономной области, а затем (с 1936 года) и республики. В упразднении казачьей автономии сыграла свою роль политика коллективизации, поскольку казаки воспринимались советской властью как кулаки, а также политика коренизации, ставящая целью дерусифицировать новосоздаваемые республики. Немалую роль играла и личная ненависть горных народов к своим давним соперникам казакам.
В годы Второй мировой войны Чечено-Ингушетия была временно упразднена (депортация чеченцев и ингушей), а на её территории образовалась Грозненская область, куда вошли исторические казачьи земли Наурского и Шелковского района, Сунжи, Ассы и Аргуни. В ходе войны из эмигрировавших терских казаков был сформирован коллаборационистский Терско-Ставропольский казачий пластунский полк, воюющий на стороне немцев. Сражались терские казаки также и в рядах Красной Армии (терский казак Арсений Головко стал адмиралом Советского флота). После упразднения Грозненской области казачьи земли, в том числе и Наурского и Шелковского районов вошли в состав воссозданной в 1957 году Чечено-Ингушетии. Однако репатриация чеченцев привела к межэтническому конфликту 1958 года, впрочем, русское и чеченское население продолжало сосуществовать в регионе до конца советского периода.

### Современное терское казачество

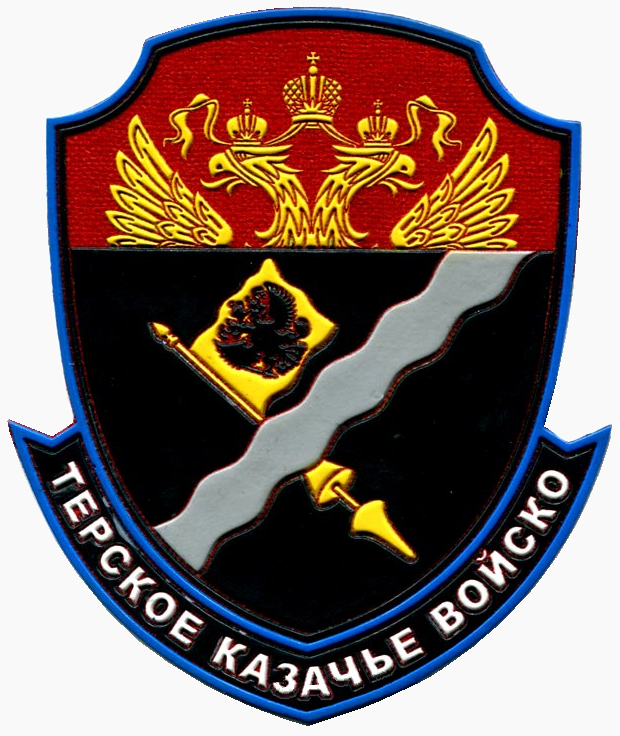
Шеврон на плечо членов современной некоммерческой организации — Терское войсковое казачье общество

На волне Перестройки в 1988 году во Владикавказе начала действовать инициативная группа по возрождению терского казачества во главе с полковником Коняхиным.
23 марта 1990 года во Владикавказском республиканском Дворце пионеров прошёл Круг Терского казачества, на котором было провозглашено его восстановление. В работе круга приняло участие 300 делегатов, которые по словам организаторов представляли 500 тысячное терское казачество. Самая представительная делегация была из Кабардино-Балкарии. Столицей войска стал г. Орджоникидзе (Владикавказ). Войсковым атаманом ТКВ был избран Герой Советского Союза Василий Коняхин. В течение года были учреждены шесть территориальных отделов терского казачества в Чечено-Ингушетии (Сунженский, Грозненский, Терско-Гребенский и Наурский), Кабардино-Балкарии (Терско-Малкинский) и Северной Осетии (Моздокский). Позже появились ещё два отдела: Кизлярский (Дагестан) и Пятигорский (Ставропольский край). В станице Архонской была создана конноспортивная школа.
Осложнило положение казаков и провозглашение Чеченской Республики Ичкерия и последующая Первая Чеченская война. Сложная политическая ситуация в Чечне приводили к частым сменам атаманов терских казаков. Атамана Коняхина сменил Стародубцев, после гибели последнего атаманом стал Сизов, затем Шевцов. Среди терских казаков в 1990-е гг. была популярной идея присоединения терских казачьих районов Чечни к Ставропольскому краю. Предпринимались попытки создания Казачье-Ногайской автономии на левобережье Терека, Терской республики, а также Баталпашинской и Зеленчужско-Урупской казачьих республик в составе Карачаево-Черкесии.
В 2005 году, после окончания Второй Чеченской войны, началось некоторое возрождение терского казачества. Коснулось это возрождение главным образом территорий Северной Осетии и Ставропольского края.

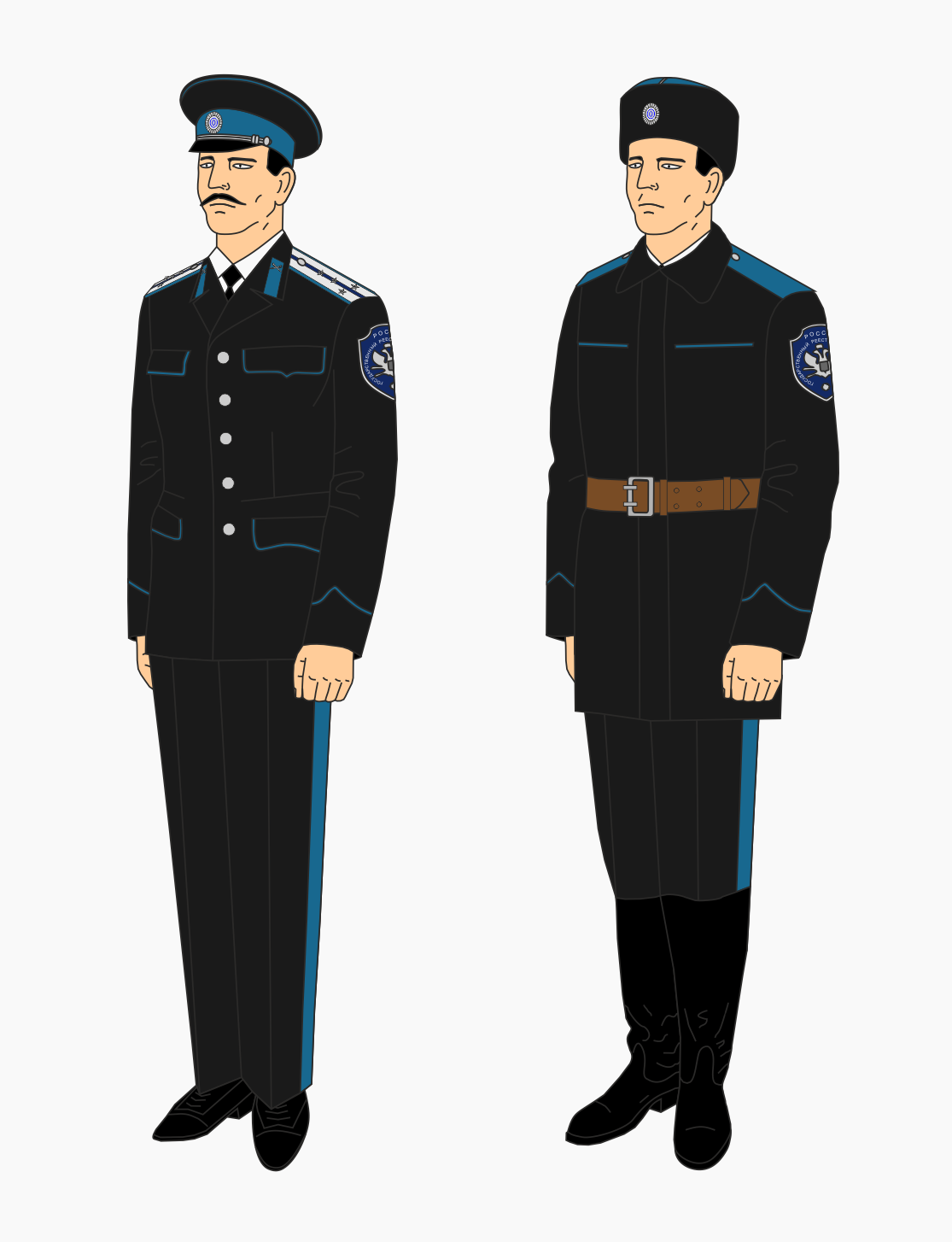
Форма членов Терского войскового казачьего общества

В 2006 году казачий круг во Владикавказе подтвердил полномочия В. П. Бондарева в качестве атамана. В 2010 году было создано Терское казачье войско в составе Союза казаков России. Осенью того же года в городе Ессентуки был проведён Большой круг терского казачества, куда съехались 350 делегатов из Осетии, Ставропольского края, Кабардино-Балкарии, Чечни и Дагестана. На круге был принят новый устав.
21 декабря 2012 года главой Терского казачьего войска стал генерал Клименко С. А..
Отделы терского казачьего войска именуются «окружными казачьими обществами» (ОКО)
- Аланский (Северная Осетия, в том числе г. Владикавказ, Алагир, Ардон, Беслан, Дигора, Моздок)[36]
- Кизлярский (Дагестан, в том числе города Кизляр и Хасавюрт)[37]
- Ставропольский (15 общин Ставропольского края)
- Терско-Малкинский (Кабардино-Балкария, в том числе г. Майский и Прохладный)[38]
- Терско-Сунженский (7 станиц Наурского и Шелковского районов Чечни)[39]
- Особый Севастопольский Терский казачий округ (город Севастополь)

Современные терские казаки возглавляются войсковым атаманом. Во главе округов стоят окружные атаманы в чине полковника. Во главе общин, представляющих отдельные населённые пункты (станицы), стоят атаманы в чине сотника или есаула. Более низшим званием являются подъесаулы и вахмистры. Существует институт товарищей атамана (помощников).